# Wielki biznes
Wielki biznes (ang. Big Business ) – amerykański film z 1929 w reżyserii Jamesa W. Horna oraz Leo McCareya. Film z udziałem słynnego w tamtych czasach duetu komików Flip i Flap.

## Wyróżnienia
| Rok wpisania | National Film Registry |
| ------------ | --- |
| 1992         | Lista filmów budujących dziedzictwo kulturalne USA utworzona przez National Film Preservation Board i przechowywana w Bibliotece Kongresu Stanów Zjednoczonych |